# Молеон-Лишар
Молео́н-Лиша́р (фр. Mauléon-Licharre) — коммуна во Франции, находится в регионе Аквитания. Департамент — Атлантические Пиренеи. Административный центр кантона Монтань-Баск. Округ коммуны — Олорон-Сент-Мари.
Код INSEE коммуны — 64371.

## География

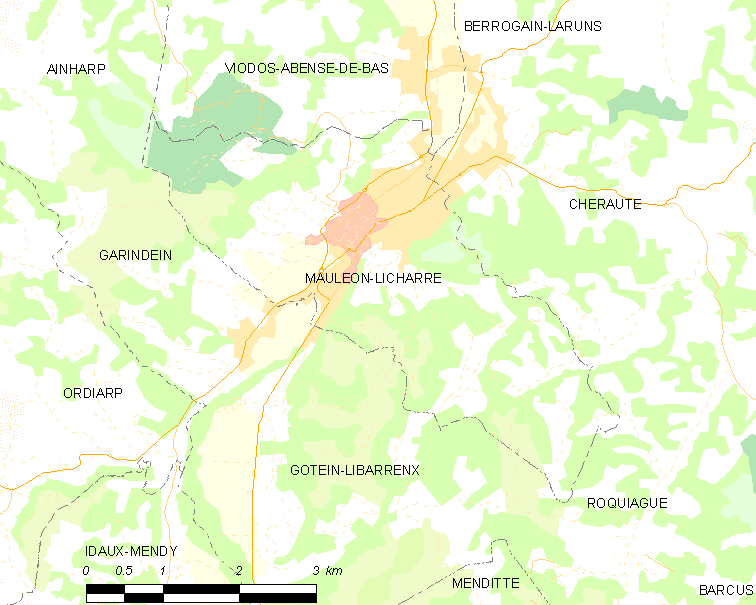
Карта коммуны

Коммуна расположена приблизительно в 680 км к югу от Парижа, в 185 км южнее Бордо, в 45 км к западу от По.
По территории коммуны протекает река Сезон.

### Климат
Климат тёплый океанический. Зима мягкая, средняя температура января — от +5°С до +13°С, температуры ниже −10 °C бывают редко. Снег выпадает около 15 дней в году с ноября по апрель. Максимальная температура летом порядка 20-30 °C, выше 35 °C бывает очень редко. Количество осадков высокое, порядка 1100 мм в год. Характерна безветренная погода, сильные ветры очень редки.

## Население
Население коммуны на 2010 год составляло 3218 человек.
| 1962 | 1968 | 1975 | 1982 | 1990 | 1999 | 2010 |
| ---- | ---- | ---- | ---- | ---- | ---- | ---- |
| 4679 | 4500 | 4239 | 4099 | 3533 | 3344 | 3218 |

## Администрация
| Период | Период | Фамилия           | Партия                  | Примечания                   |
| ------ | ------ | ----------------- | ----------------------- | ---------------------------- |
| 1977   | 2001   | Жан Лугаро        | Социалистическая партия | генеральный советник кантона |
| 2001   | 2008   | Дени Барбе-Лабарт | Социалистическая партия | механик                      |
| 2008   | 2020   | Мишель Эчебест    | Abertzaleen Batasuna    |                              |

## Экономика
В 2010 году среди 1877 человек трудоспособного возраста (15-64 лет) 1332 были экономически активными, 545 — неактивными (показатель активности — 71,0 %, в 1999 году было 71,2 %). Из 1332 активных жителей работали 1204 человека (632 мужчины и 572 женщины), безработных было 128 (58 мужчин и 70 женщин). Среди 545 неактивных 146 человек были учениками или студентами, 241 — пенсионерами, 158 были неактивными по другим причинам.

## Достопримечательности
- Церковь Св. Иоанна Крестителя (XIX век)
- Церковь Нотр-Дам (XIV век)
- Часовня Св. Иоанна (XIII век). Исторический памятник с 1984 года[4]
- Замок Молеон[фр.] (XI век). Исторический памятник с 1925 года[5]
- Замок Мети, или Андюрен (XVI век). Исторический памятник с 1925 года[6]
- Монументальный крест (XVII век). Исторический памятник с 1925 года[7]
- Бывшая мельница Монреаль, ныне мини-гидроэлектростанция на реке Сезон

## Города-побратимы
- Тудела (Испания, с 1965)

## Фотогалерея

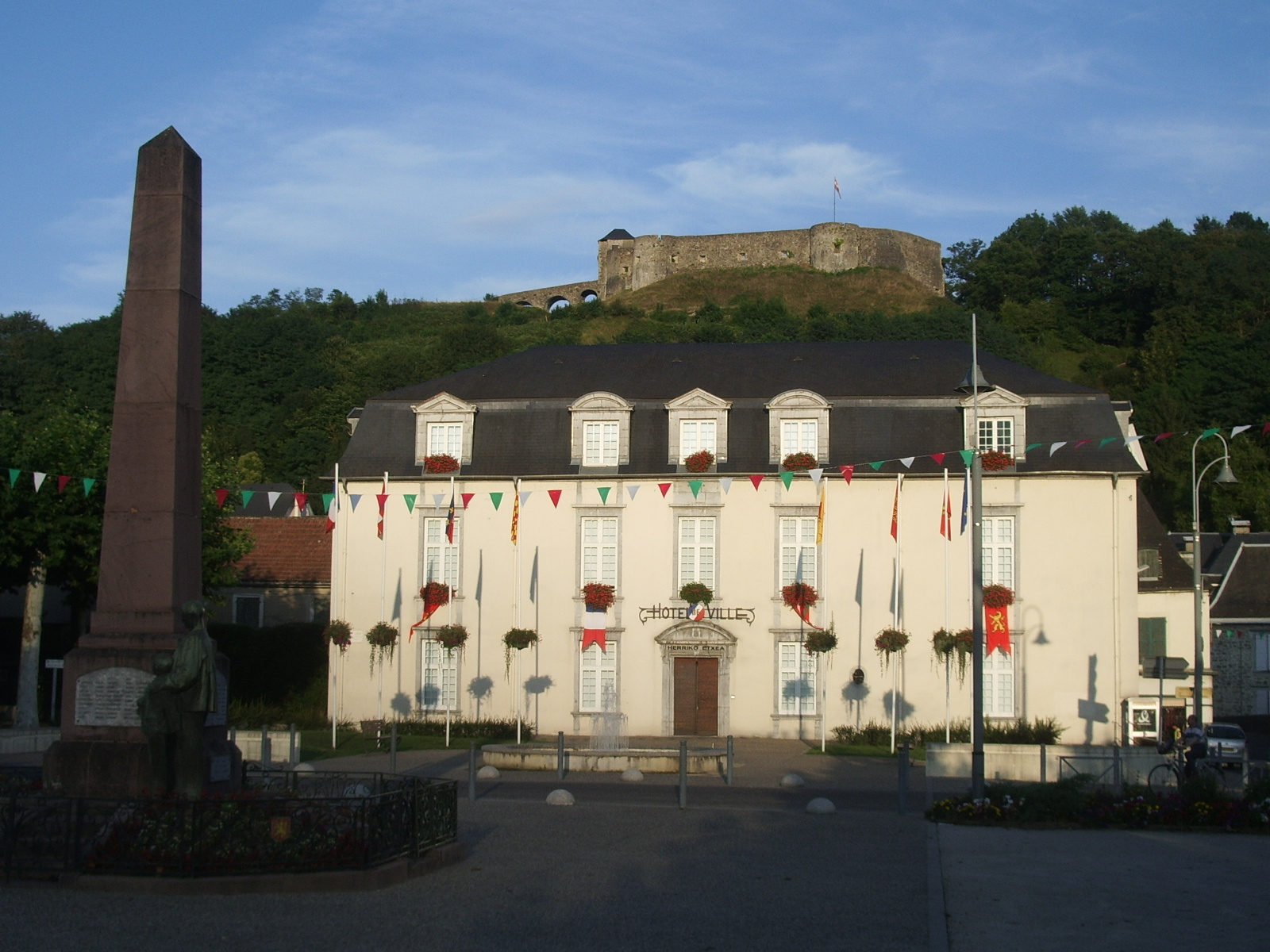
Мэрия и военный мемориал
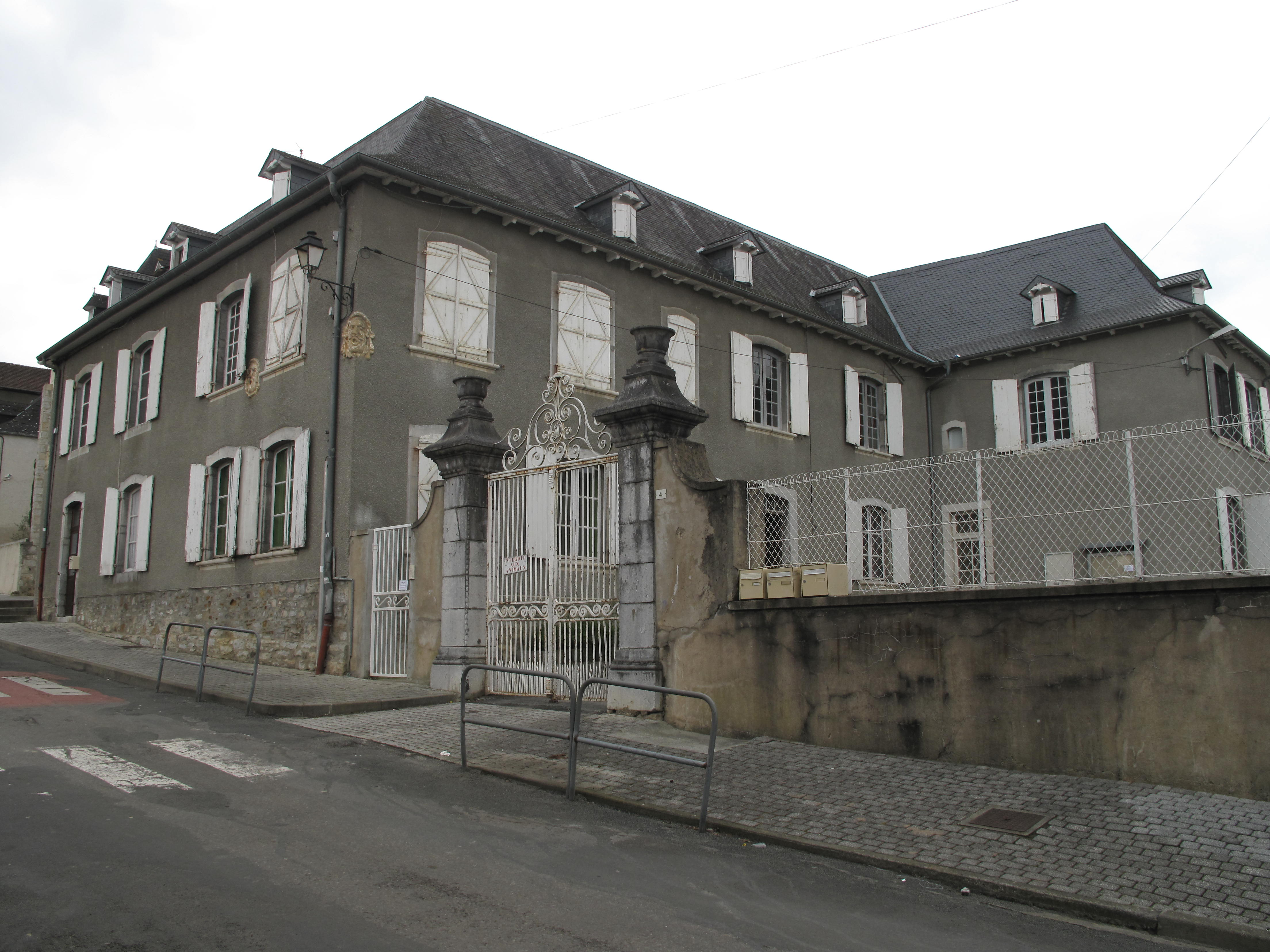
Школа
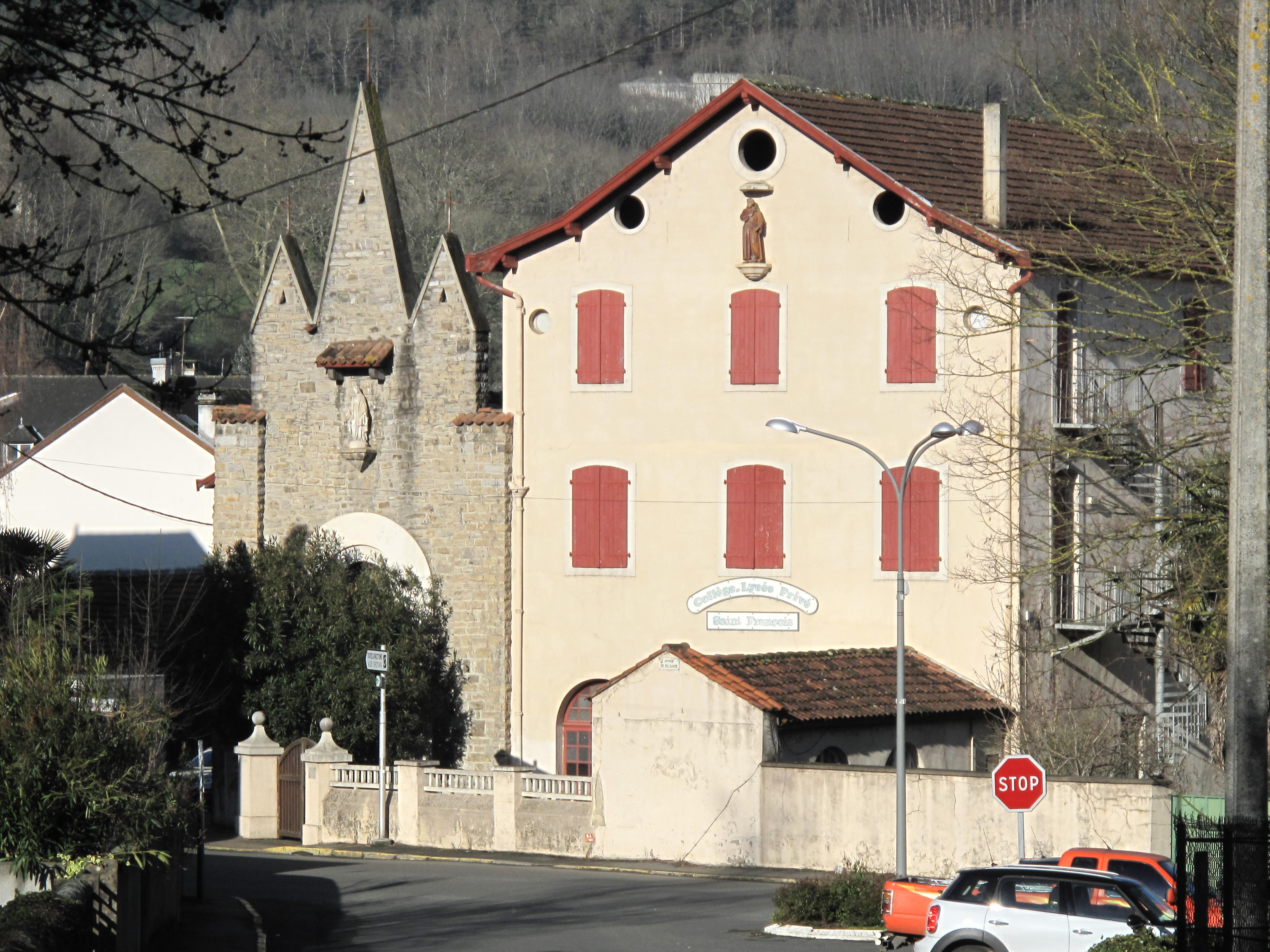
Коллеж Св. Франциска
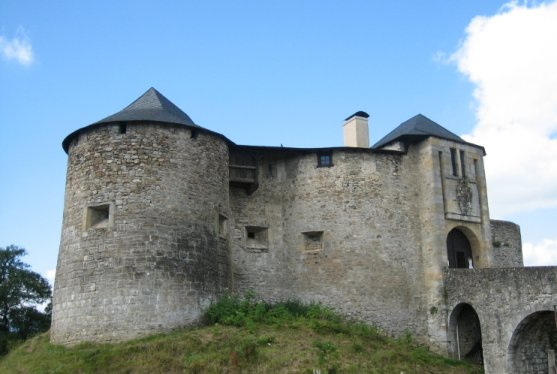
Замок Молеон
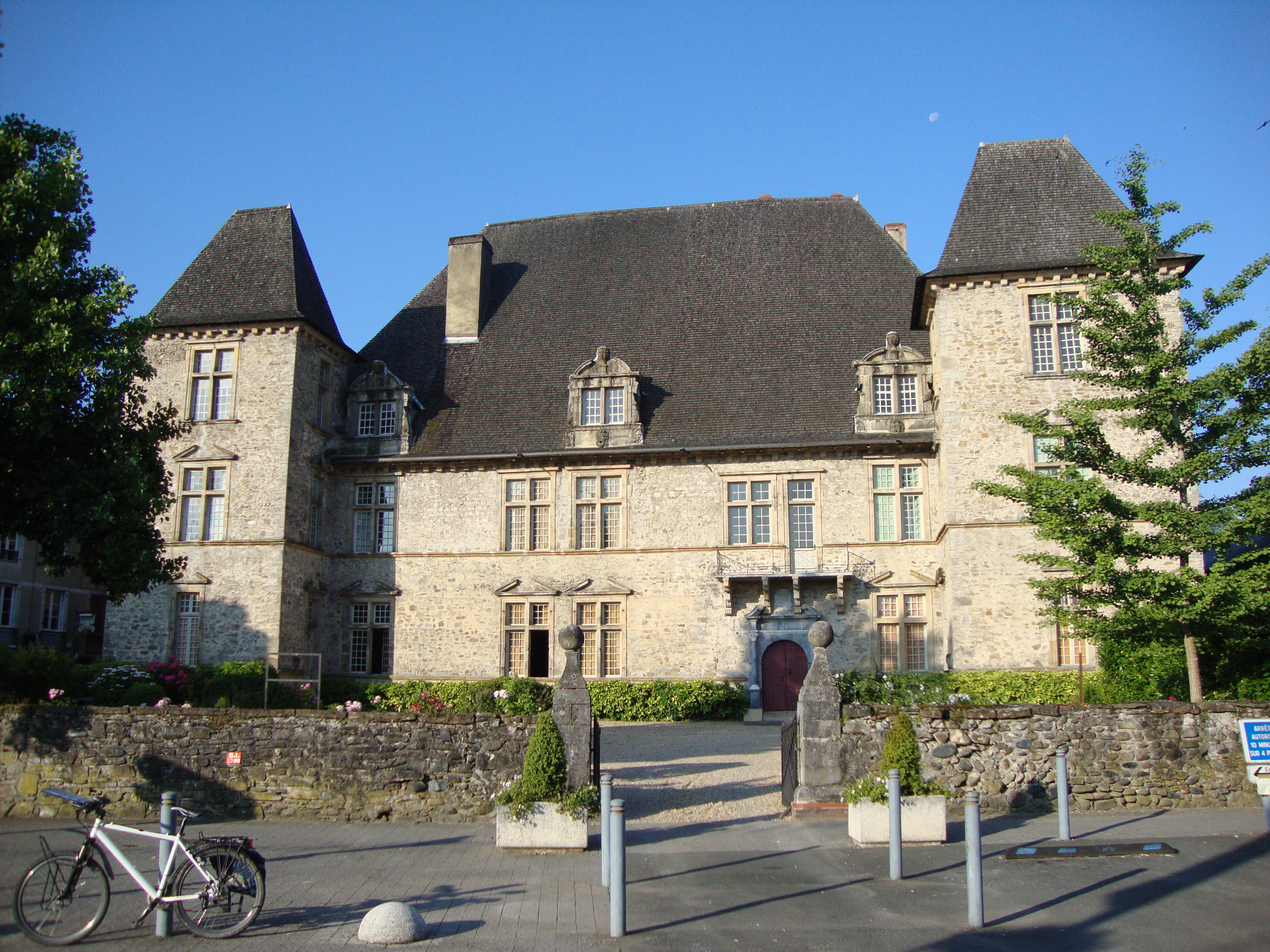
Замок Мети, или Андюрен
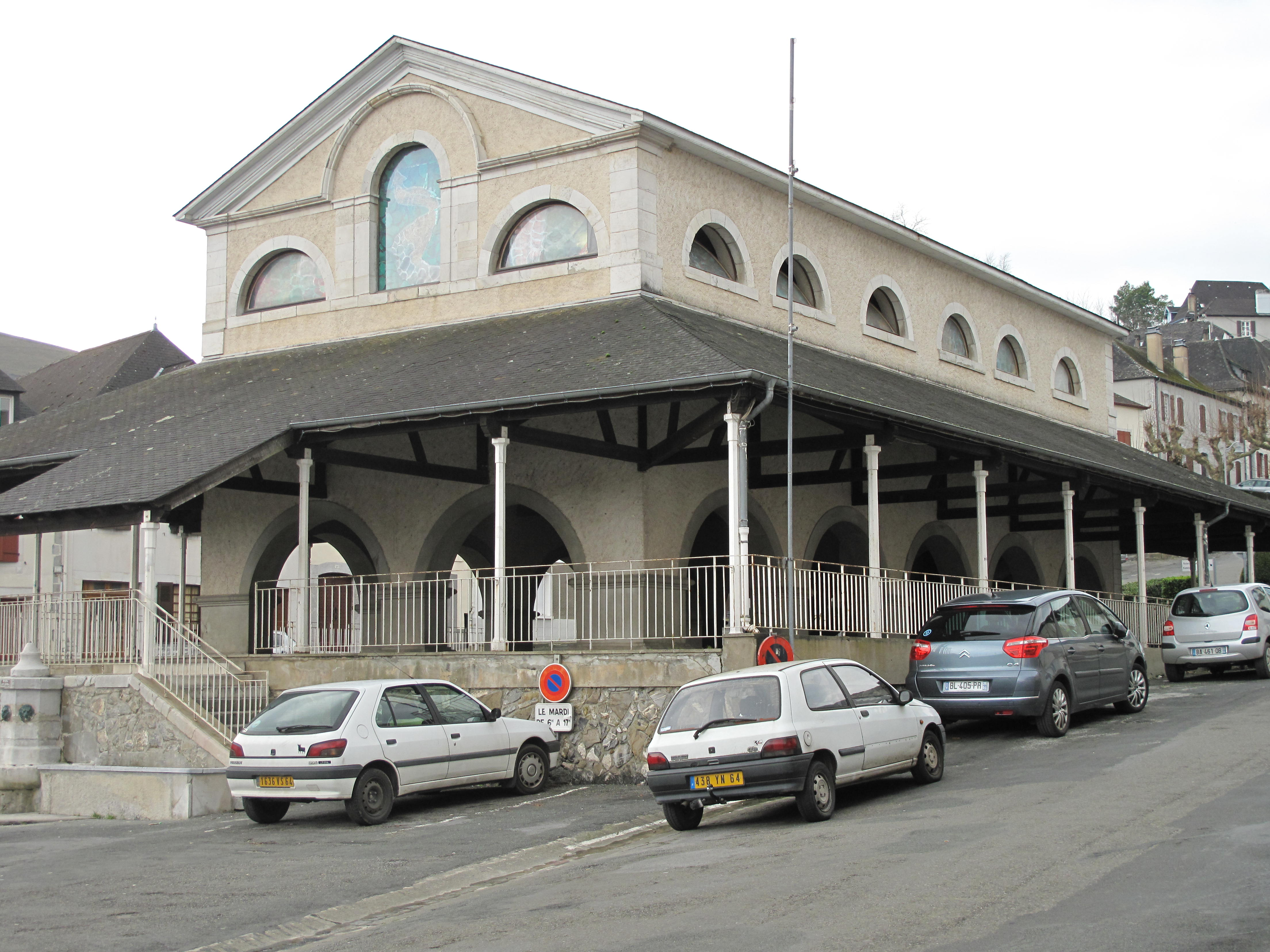
Крытый рынок
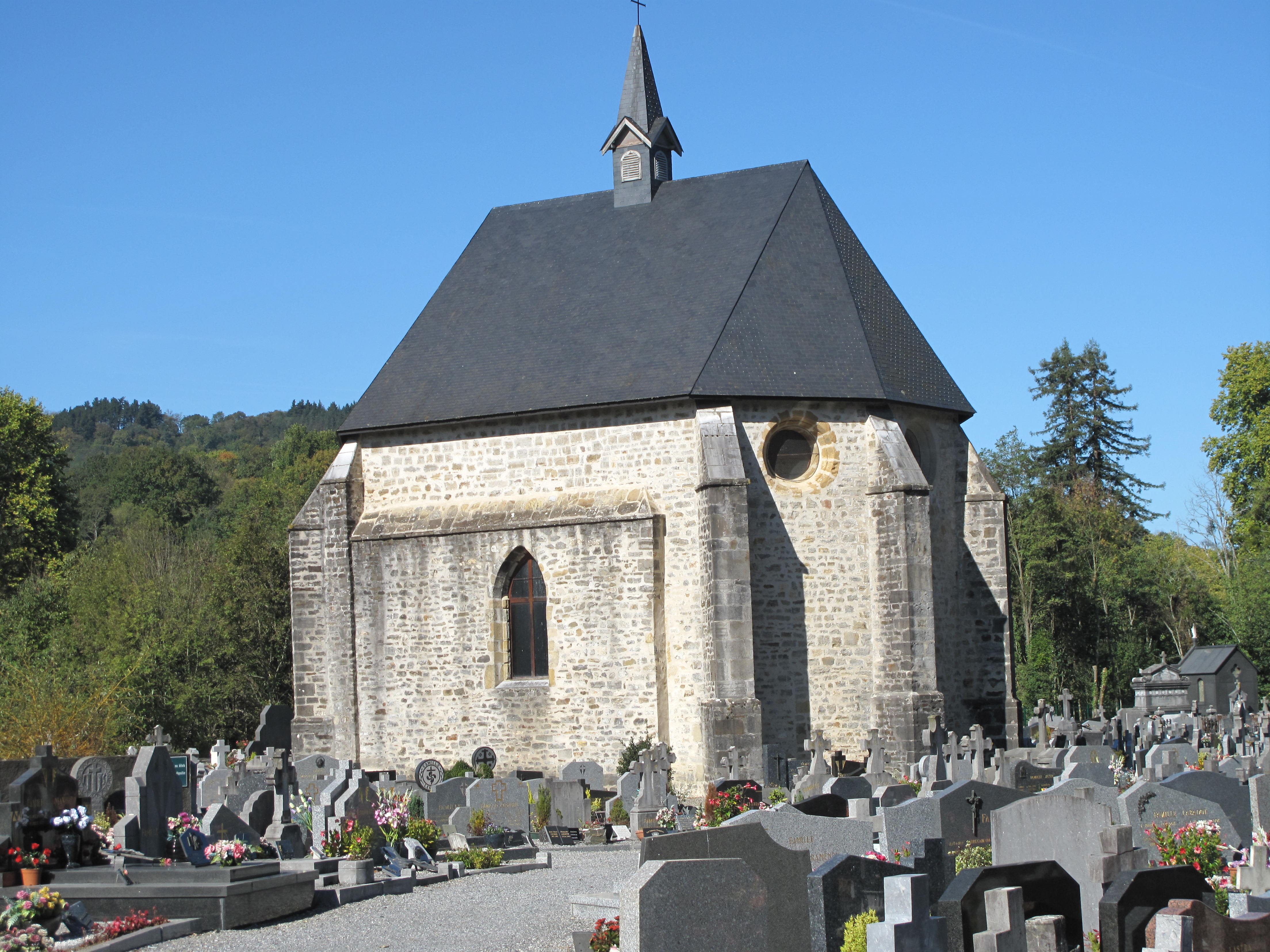
Часовня Св. Иоанна
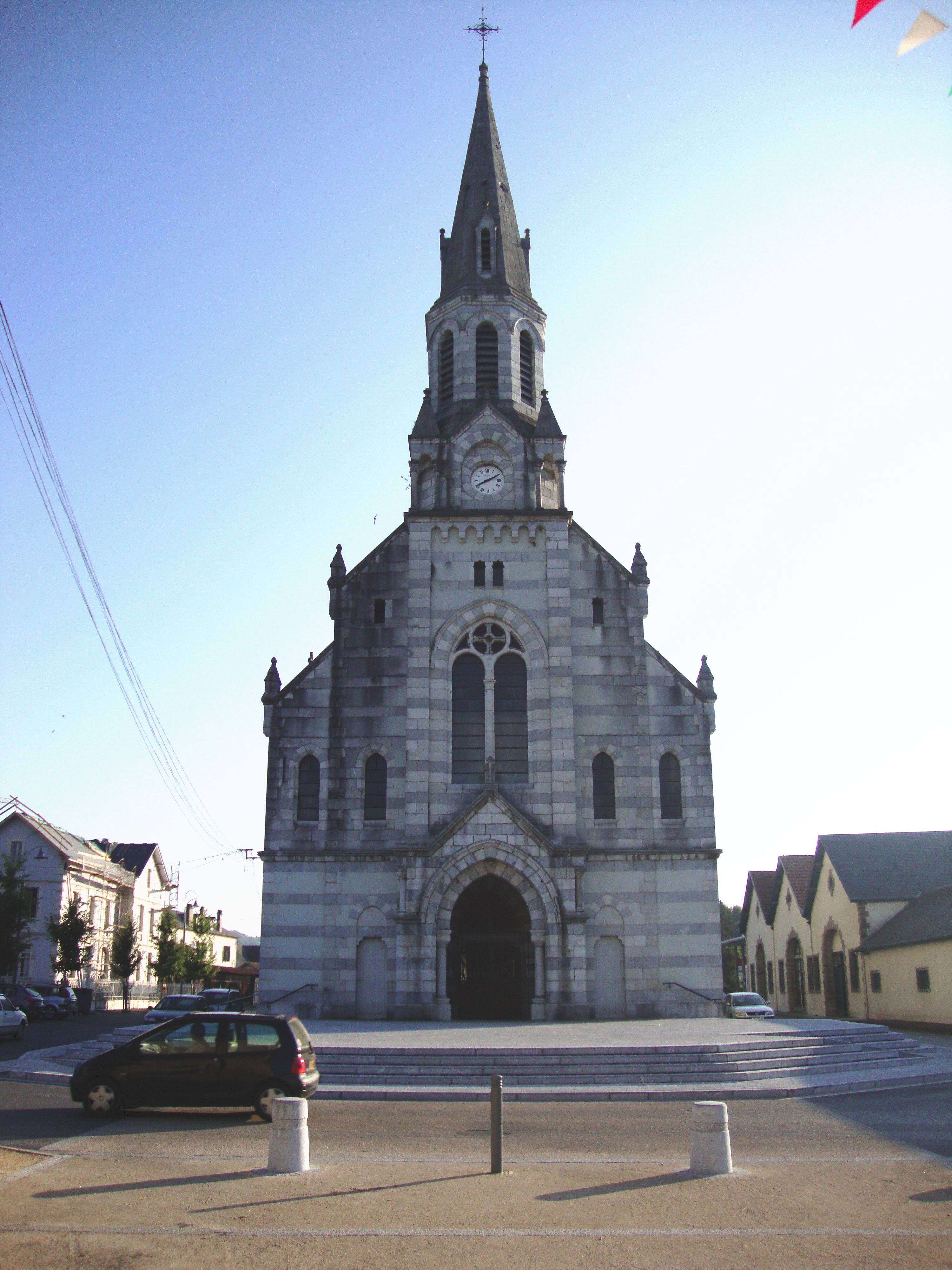
Церковь Св. Иоанна Крестителя
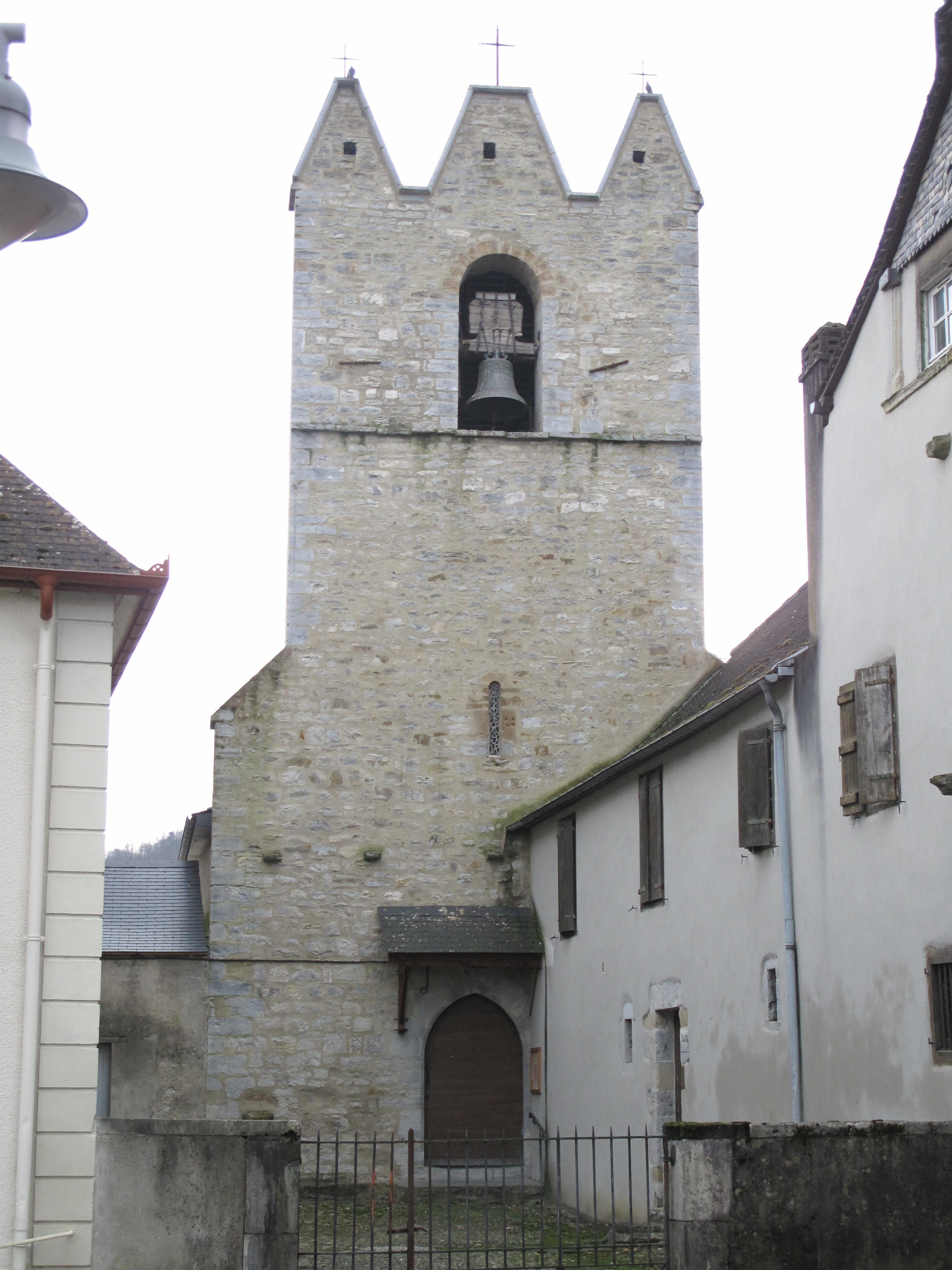
Церковь Нотр-Дам
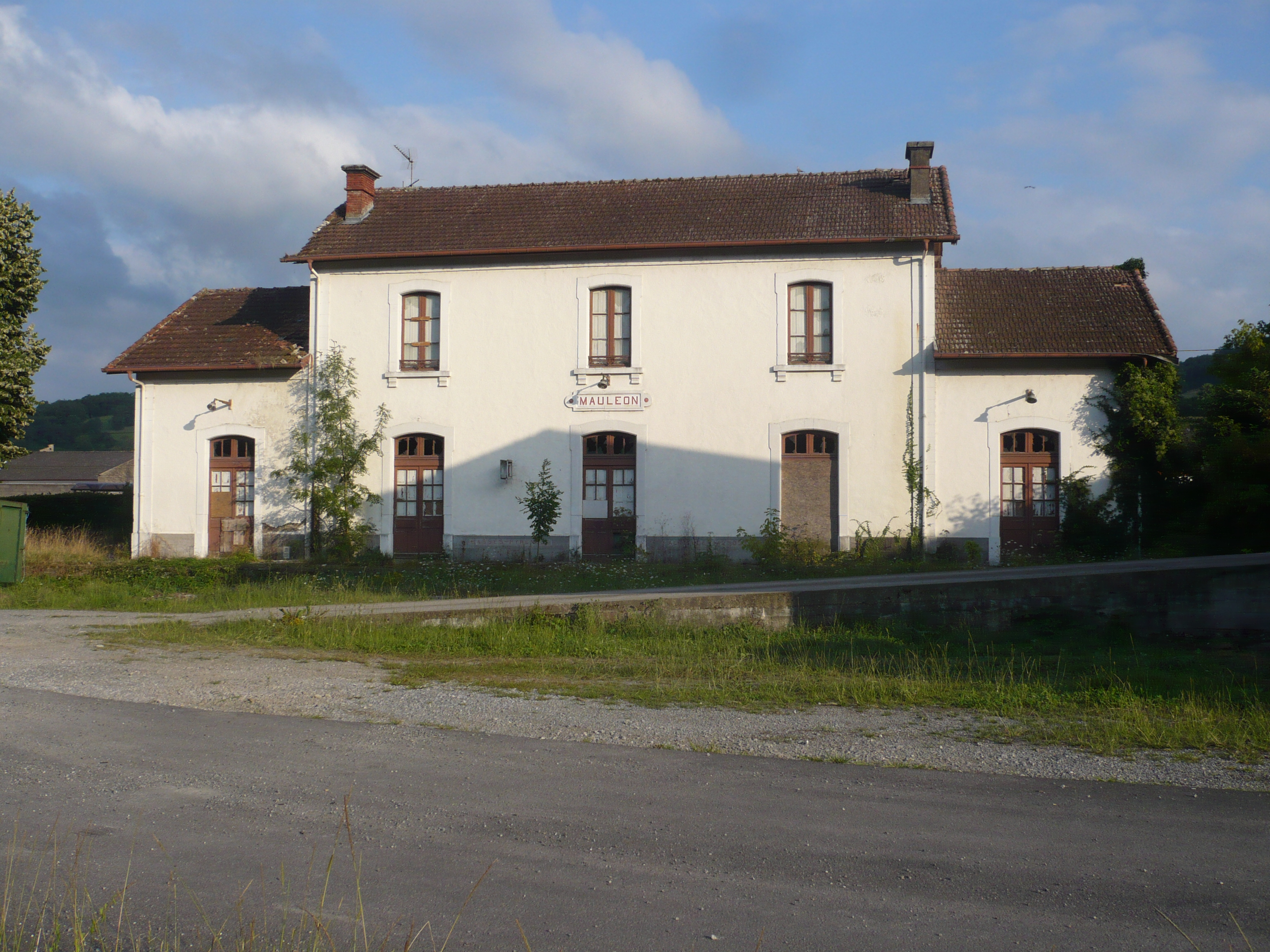
Вокзал
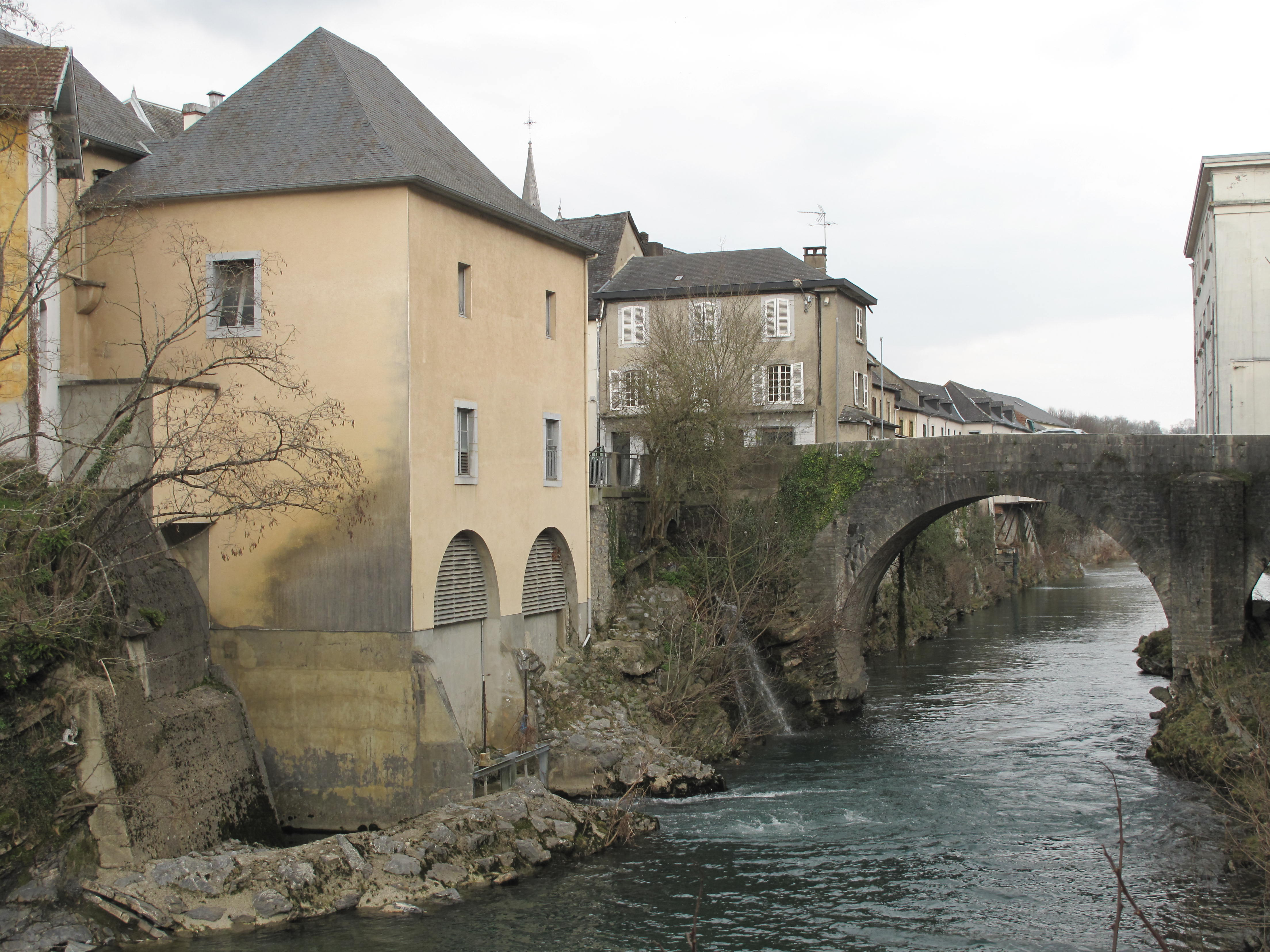
Мельница Монреаль, ныне мини-ГЭС на реке Сезон